# Craig Wood (monteur)
Craig Wood est un monteur australien. Il est le monteur attitré des films réalisés par Gore Verbinski.

## Filmographie partielle
- 1989 : Spirits of the Air, Gremlins of the Clouds d'Alex Proyas
- 1997 : La Souris de Gore Verbinski
- 1999 : Un vent de folie de Bronwen Hughes
- 2001 : Le Mexicain de Gore Verbinski
- 2002 : Highway de James Cox
- 2002 : Le Cercle de Gore Verbinski
- 2003 : Pirates des Caraïbes : La Malédiction du Black Pearl de Gore Verbinski
- 2005 : The Weather Man de Gore Verbinski
- 2006 : Pirates des Caraïbes : Le Secret du coffre maudit de Gore Verbinski
- 2007 : Pirates des Caraïbes : Jusqu'au bout du monde de Gore Verbinski
- 2008 : Loin de la terre brûlée de Guillermo Arriaga
- 2011 : Rango de Gore Verbinski
- 2013 : Lone Ranger : Naissance d'un héros de Gore Verbinski
- 2014 : Hell Town (Cut Bank) de Matt Shakman
- 2014 : Les Gardiens de la Galaxie de James Gunn
- 2014 : Rio, I Love You
- 2015 : À la poursuite de demain de Brad Bird
- 2016 : La Grande Muraille de Zhang Yimou
- 2017 : Les Gardiens de la Galaxie Vol. 2 de James Gunn
- 2018 : Ant-Man et la Guêpe de Peyton Reed
- 2019 : Maléfique : Le Pouvoir du mal de Joachim Rønning
- 2021 : Les Éternels (Eternals) de Chloé Zhao
- 2023 : Les Gardiens de la Galaxie Vol. 3 de James Gunn
- 2024 : Kraven the Hunter de J. C. Chandor